# Fairey Fawn
Il Fairey Fawn (Cerbiatto in lingua inglese) fu un bombardiere leggero monomotore, biposto e biplano, sviluppato dall'azienda aeronautica britannica Fairey Aviation Company Limited nei primi anni venti del XX secolo.
Realizzato per sostituire l'Airco DH.9A nei reparti della Royal Air Force, l'aeronautica militare del Regno Unito, rimase in servizio dal 1924 fino al 1929.

## Storia del progetto

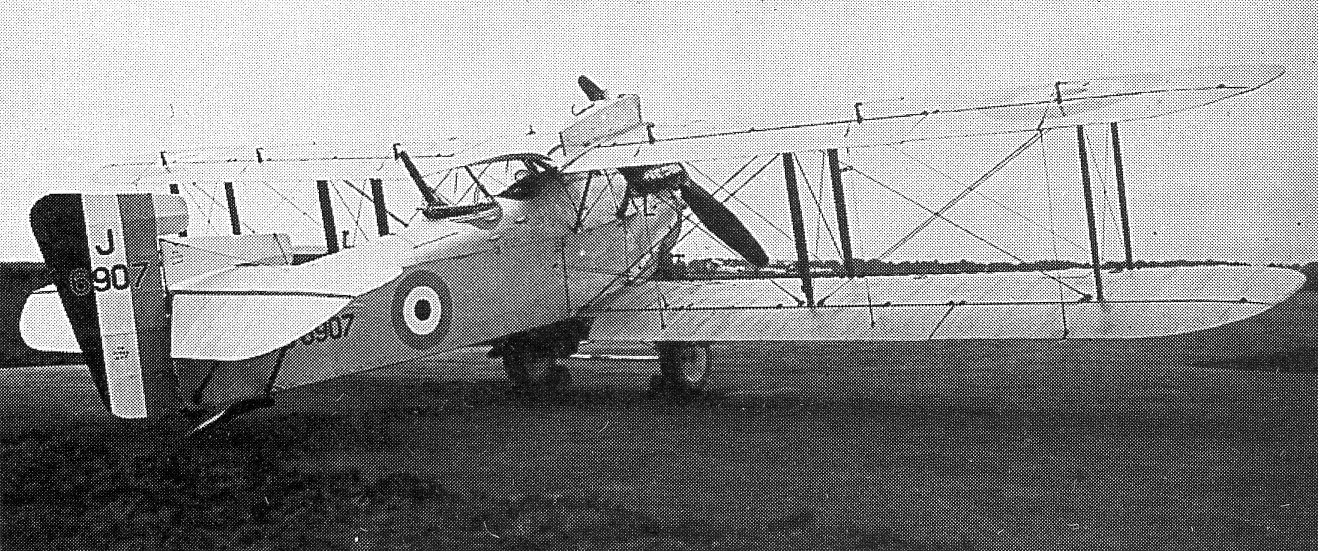
Il primo prototipo del Fawn, ancora dotato di fusoliera corta e, sopra l'ala superiore, di singolo serbatoio di carburante.

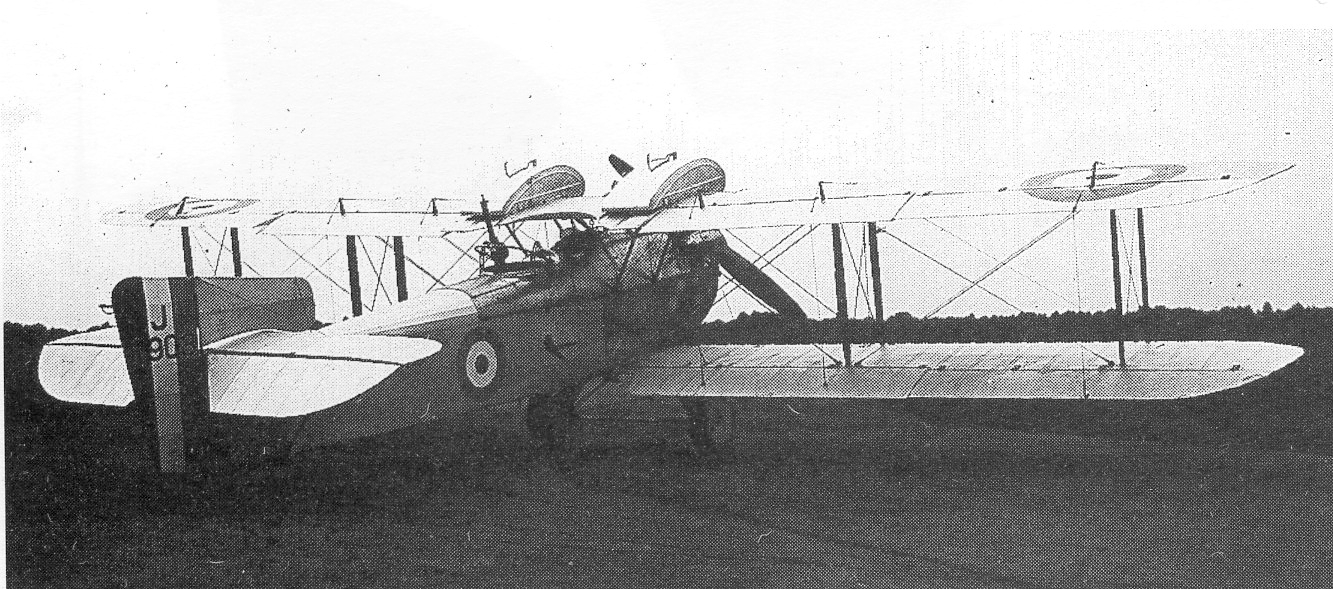
Primo prototipo del Fawn con fusoliera allungata, impennaggio rivisto e serbatoi sopraelevati; la base per la versione Mk II di produzione.

Nel 1921 l'Air Ministry, il dipartimento del governo britannico che aveva la responsabilità di gestire l'intera aviazione nazionale, emise una specifica, indicata come Specification 5/21, per la fornitura di un nuovo modello in grado di compiere missioni di ricognizione aerea e cooperazione con le truppe di terra e che potesse sostituire l'Airco DH.9A nel ruolo di bombardiere leggero diurno.
A questo scopo la Fairey Aviation affidò il progetto al proprio ingegnere F. Duncanson, il quale decise di disegnare un velivolo dall'impostazione generale, per l'epoca, convenzionale, basandosi sul precedente idrocaccia/anfibio Fairey Pintail, mantenendo il medesimo impianto motoelica, un motore Napier Lion 12 cilindri a W raffreddato a liquido ma, essendo un modello che doveva operare da basi terrestri, dotandolo di un carrello d'atterraggio invece del sistema di galleggiamento a scarponi.
Il primo dei tre prototipi volò per la prima volta l'8 marzo 1923. Durante le prime prove tecniche emerse la volontà di migliorarne le caratteristiche di volo, decidendo di intervenire sulla cellula dei successivi esemplari. Il secondo e il terzo prototipo furono dotati di fusoliere allungate, soluzione tecnica che, spostando il centro di massa, garantiva al velivolo una migliore stabilità e che, dopo averne sostanzialmente migliorato le caratteristiche di volo, venne definitivamente adottata nella versione di produzione in serie. In ottemperanza ai requisiti di sicurezza richiesti dal Ministero dell'aeronautica britannico, il Fawn fu equipaggiato con serbatoi di carburante posizionati sopra l'ala superiore, tuttavia questa collocazione rappresentava un pericolo per i piloti in caso di ribaltamento del velivolo in fase di atterraggio.
Nel 1923 l'Air Ministry emise una nuova specifica, la Specification 20/23, che riformulava la 5/21 aggiungendo il ruolo di bombardiere. Di seguito nell'agosto di quello stesso anno, il ministero britannico sottoscrisse un ordine di fornitura per due prototipi e 48 esemplari di serie (Mk II) basato sulle nuove specifiche, velivoli destinati a riequipaggiare gli squadron RAF basati sui DH.9A, anche se i primi due aerei di produzione, al contrario degli altri a fusoliera lunga, furono completati con la fusoliera corta del prototipo Fawn Mk I. La versione successiva, la Mk III, era motorizzata con una versione più potente del W12, il Lion V da 468 hp (349 kW) più potente, mentre l'ultima versione, la Mk IV, ne adottava una dotata di sovralimentazione, la Lion VI.

## Impiego operativo
Il Fawn entrò in servizio con il 12 Squadron nel marzo 1924, equipaggiando altri due squadron regolari, gli 11 Squadron e 100 Squadron. Nonostante il fatto che il Fawn fosse originariamente destinato a sostituire tutti gli squadron dotati dei DH.9A basati in Gran Bretagna, altri quattro squadron continuarono ad essere equipaggiati con il DH.9A per diversi anni prima di essere sostituito da altri modelli più moderni.
Il Fawn non era un velivolo popolare nel servizio RAF, avendo prestazioni solo leggermente migliori rispetto al velivolo che sostituiva ma al prezzo di una visuale scadente per il pilota a causa del voluminoso motore Lion.
Il Fawn fu rimpiazzato in questi tre squadron regolari nel 1926, sostituito dall'Hawker Horsley e dal Fairey Fox. Gli esemplari dismessi furono utilizzati per equipaggiare due squadron, della Special Reserve (Riserva speciale) e dell'Auxiliary Air Force (Aeronautica ausiliaria), rimanendo qui in servizio fino al 1929.

## Versioni e varianti
Fawn Mk I
J6907, prototipo dotato dell'originale fusoliera corta e motorizzato con un Napier Lion II da 450 hp (336 kW), in seguito convertito alla versione Mk III.
J6908, prototipo realizzato con fusoliera lunga.
J6909, prototipo realizzato con fusoliera lunga.
Altri due esemplari di Mk I furono costruiti come parte del lotto di produzione del Mk II.
Fawn Mk II
J6990 prototipo basato sulla Specification 20/23 ordinato nel febbraio 1923.
J6991 prototipo basato sulla Specification 20/23 ordinato nel febbraio 1923.
Long Fuselage (fusoliera lunga) - motorizzato con un Napier Lion II da 450 hp (336 kW). versione principale di produzione in serie, realizzata in 48 esemplari.
Fawn Mk III
versione motorizzata con un Napier Lion V da 468 hp (349 kW), realizzata in 20 esemplari.
Fawn Mk IV
conversione di 12 Mk III motorizzati con un Lion VI sovralimentato per la proposta versione Mk IV, tuttavia l'esperimento fu abbandonato e la designazione Mk IV non fu utilizzata.

## Utilizzatori
Regno Unito
- Royal Air Force[7]
  - No. 11 Squadron RAF - Aprile 1924 - Maggio 1927.
  - No. 12 Squadron RAF - Maggio 1924 - Dicembre 1926.
  - No. 100 Squadron RAF - Maggio 1924 - Dicembre 1926.
  - No 503 (County of Lincoln) Squadron RAF Special Reserve - Ottobre 1926 - Giugno 1929.
  - No 602 (City of Glasgow) Squadron RAF Auxiliary Air Force - Settembre 1927 - Ottobre 1929.

### Riviste
- (EN) Philip Jarrett, By Day and By Night - Part 8: Fairey Fawn Development History, in Aeroplane Monthly, gennaio 1993,  pp. 6-11, ISSN 0143-7240 (WC · ACNP).
- (EN) Owen Thetford, By Day and By  Night - Part 9: Fairey Fawn Service History, in Aeroplane Monthly, febbraio 1993,  pp. 6-10, ISSN 0143-7240 (WC · ACNP).